# Más fuerte que el orgullo
Más fuerte que el orgullo (Pride and Prejudice) es una adaptación cinematográfica de la novela de Jane Austen Orgullo y prejuicio. La película, en blanco y negro, fue dirigida por Robert Z. Leonard en 1940, y fue la primera versión de Hollywood de una obra de Austen y el primer largometraje de las aventuras de las hermanas Bennet.
Sus principales protagonistas son Greer Garson y Laurence Olivier que interpretaron a Elizabeth Bennet y el Sr. Darcy respectivamente. Hay que destacar, además, la participación de Edna May Oliver, que actuó por penúltima vez en esta cinta interpretando a la siempre recta Lady Catherine de Bourgh, y la intervención de Maureen O'Sullivan, en el papel de la bella y refinada Jane Bennet. 
La atención que Cedric Gibbons y Paul Groesse dedicaron a todos los detalles de la película les valió el Óscar a la mejor dirección artística y de interiores. Un galardón que solo tres cintas de Jane Austen han conseguido: Más fuerte que el orgullo de 1940, Sentido y sensibilidad de 1995 (Óscar al mejor guion adaptado) y Emma de 1996 (Óscar a la mejor banda sonora).

## Resumen
Cinco hermanas tienen que buscar marido en la Inglaterra del siglo XIX siguiendo de forma disciplinada los valores y moral de la época y bajo la estrecha vigilancia de su madre, que no duda en dar consejos y jugar sus propias cartas en las aventuras amorosas de sus hijas.

## Argumento
Año 1835 en el pueblo de Meryton: La Sra. Bennet (Mary Boland) y sus dos hijas mayores, Jane (Maureen O'Sullivan) y Elizabeth (Greer Garson), están comprando telas en una tienda del pueblo cuando, de repente, ven llegar un elegante carruaje que lleva dos nobles y una bella dama. La riqueza que muestran estos personajes, y el hecho de que los dos nobles sean jóvenes y apuestos, pronto despiertan su curiosidad, y especialmente, la de la Sra. Bennet que no tarda en informarse del nombre de sus visitantes, de su estado civil y de sus ingresos anuales. Además, de la mano de su hermana, la Sra. Philips, la Sra. Bennet también descubre que el grupo recién llegado, formado por los hermanos Bingley y el Sr. Darcy (Laurence Olivier), ha alquilado la mansión de Netherfield Park, que se encuentra cerca de Meryton, y tiene la intención de hacer una breve estancia en el campo inglés. De esta manera, el grupo revolucionará la tranquilidad del pueblo, principalmente, las familias con chicas en edad de casar, como es el caso de la familia Bennet, que buscarán asegurar el bienestar de sus hijas a través del matrimonio con uno de los dos jóvenes aristócratas.
La primera prueba de fuego para las hermanas Bennet será el Baile de la Asamblea (actual Ayuntamiento) en la cual el Sr. Bennet se ha encargado de invitar a los residentes de Netherfield Park. Un baile que servirá para que el Sr. Bingley quede deslumbrado por la belleza de Jane Bennet, pero al mismo tiempo, para que Elizabeth Bennet coja antipatía al Sr. Darcy. Escondida detrás de una columna, Elizabeth oirá cómo este la crítica delante del Sr. Bingley por ser una "chica de provincia "con "mucho carácter". Sintiendo un profundo desprecio por su arrogancia, a partir de este momento, Elizabeth no dudará a mostrar su disgusto al Sr. Darcy, aunque solo lo pueda hacer de forma sutil siguiendo los cánones de la época. Una mala opinión que se verá confirmada por el Sr. Wickham cuando éste le comente que el Sr. Darcy incumplió el testamento de su padre negándole la pensión anual que su progenitor le había dejado.

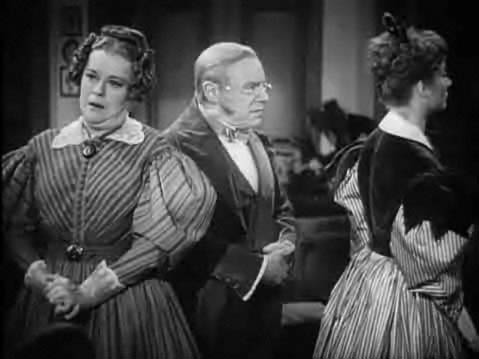
Elizabeth comunica a sus padre que ha rechazado al Sr. Collins.

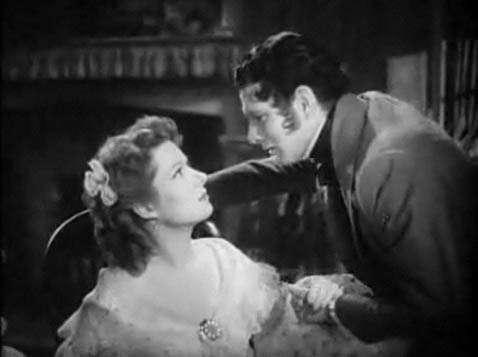
Darcy propone matrimonio a Elizabeth.

Días más tarde, la familia Bennet recibe la visita del Sr. Collins, primo del Sr. Bennet y, también, heredero suyo. Establecido como bibliotecario de Lady Catherine de Bourgh, el Sr. Collins ha pasado por Longbourn, la casa donde viven los Bennet y que él heredará, para escoger a una esposa entre las cinco hermanas y permitir así que la granja quede en familia. Con el beneplácito de la Sra. Bennet, el Sr. Collins se fija en la persona menos indicada, Elizabeth, a quien no tarda en proponerle matrimonio. A pesar de la seguridad económica que una boda con el Sr. Collins le reportaría, Elizabeth está convencida de que una vida con él no la haría feliz. De esta manera, Elizabeth rechaza al Sr. Collins y deja vía libre a su amiga Charlotte para que ésta pueda aceptar la propuesta. Evidentemente, su madre se enfada profundamente con ella ya que no entiende que Elizabeth no quiera el matrimonio. Sin embargo, pronto le llega otra preocupación. Jane recibe una carta de Caroline Bingley informándola del retorno de todos los residentes de Netherfield a Londres. Para la Sra. Bennet la situación es auténticamente catastrófica: no solo Elizabeth se ha dignado a rechazar en el Sr. Collins sino que, además, Jane ha perdido al Sr. Bingley. Dos posibles matrimonios acabados en fracasos. 
Aprovechando que la atención está centrada en el futuro de Jane y su relación con el Sr. Bingley, Elizabeth responde a la invitación de su amiga Charlotte yéndola a ver en su nueva casa de Handsworth (Rosings). Allí, en clave de invitada de la familia Collins, conocerá a la altiva Lady Catherine de Bourgh (Edna May Oliver) y se encontrará de nuevo con el Sr. Darcy que, casualmente, es el sobrino de la protectora del Sr. Collins. La estancia en Handsworth sin embargo le dará más sorpresas de las que esperaba. Por un lado, descubrirá que el Sr. Bingley abandonó Netherfield debido a la intervención del Sr. Darcy que consideraba un error la relación de su amigo con una chica de baja posición social. Y, por otro lado, también recibirá la visita del Sr. Darcy quien le expondrá su amor y le pedirá que se case con él. Elizabeth, no obstante, se ve incapaz de aceptar al hombre que ha destruido la felicidad de su hermana. Y asimismo le responde a Darcy, dando lugar a una breve e intensa discusión entre ellos dos que acabará con la marcha del Sr. Darcy y el convencimiento de éste de que ha sido un error confesar sus sentimientos.

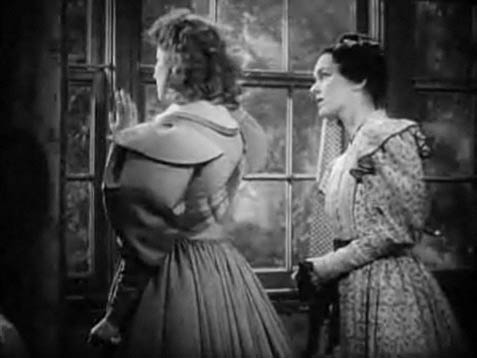
Elizabeth y Jane Bennet se muestran preocupadas por Lydia.

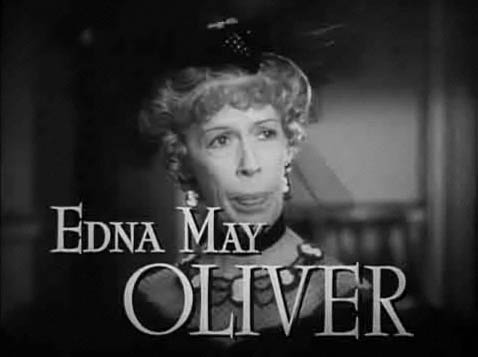
Edna May Oliver como Lady Catherine de Bourgh.

De regreso a Longbourn, Elizabeth se encontrará la casa muy exaltada. Su hermana, Lydia, se ha escapado con el Sr. Wickham sin casarse. Además, los rumores que circulan por el pueblo no son demasiados optimistas. Según parece, el Sr. Wickham debe dinero a todos los comerciantes de Meryton, y eso sin hablar de sus deudas de juego. Una preocupante situación que se enreda todavía más cuando el Sr. Darcy, que ha ido a ver a Elizabeth después de enterarse de lo sucedido, le explica que su hermana Georgiana también estuvo a punto de huir con el Sr. Wickham. Un escándalo que habría dado a Wickham el control de toda la su riqueza. Mientras que el Sr. Darcy descubrió a tiempo su plan, Lydia Bennet ha sido menos afortunada y su comportamiento afectará a la reputación de toda la familia. 
Viéndose excluidos de la buena sociedad y con una hija desaparecida, los Bennet se preparan para dejar Longbourn y reanudar su vida en otro lugar. Por suerte, el tío de las hermanas encuentra a la pareja a tiempo para negociar un matrimonio y Lydia no tarda en reaparecer por la granja con su nuevo marido. En medio del entusiasmo general que provoca su llegada, Lady Catherine de Bourgh se presenta en la casa. Estirada como siempre, Lady Catherine exige hablar con Elizabeth. Alarmada por un rumor que ha oído que vinculaba a su sobrino, Darcy, con ella, intenta obligar a Elizabeth a desmentir cualquier relación y la amenaza con desheredar a Darcy si saca adelante un compromiso. Elizabeth sin embargo no solo no se inmuta ante las intimidaciones sino que, además, se niega a prometerle que no aceptará nunca una proposición del Sr. Darcy. Enfurecida, Lady de Bourgh no duda en criticar a su familia y le sienta mal claramente que, si no hubiera sido por la irresponsabilidad de su hermana, Darcy no se habría pasado semanas recorriendo los juzgados y callejuelas de Londres buscándola. De esta manera, Elizabeth descubre que el final feliz que ha tenido Lydia se debe completamente a la intervención de Darcy y encantada con él, y ante la imposibilidad de agradecerlo a la persona indicada, da las gracias a su tía. Ésta sin embargo, sigue profundamente disgustada con el resultado de la reunión y se acaba marchando muy enojada.
Delante de la casa, su carruaje espera a Lady Catherine y, sentado en él, Darcy. Es pues, éste, uno de los momentos claves de la película cuando Lady de Bourgh demuestra ser una persona completamente diferente a la que todo el mundo se pensaba que era. Actuando de embajadora de Darcy, ha ido a ver a Elizabeth para conocer sus verdaderos sentimientos y poder transmitirlos a su sobrino. Consciente de que Elizabeth es la mujer adecuada para él, da su bendición a la relación e instiga a Darcy para que convenza a Elizabeth. Así, éste no tarda en correr hacia la casa. Allí, se reencuentra con Elizabeth, pero también con el Sr. Bingley quien ha regresado de Londres para declararse a Jane. Imitando a su amigo, Darcy vuelve a ofrecerle matrimonio a Elizabeth quien ha descubierto que ama a Darcy. En esta segunda proposición matrimonial, por lo tanto, sus sentimientos son correspondidos y Elizabeth no duda en aceptar su amor. La película termina con la Sra. Bennet suspirando de gozo mientras observa a las dos parejas en el jardín y tramando, de nuevo, estrategias para conseguir casar a las otras dos hermanas que faltan.

## Producción

### Preproducción

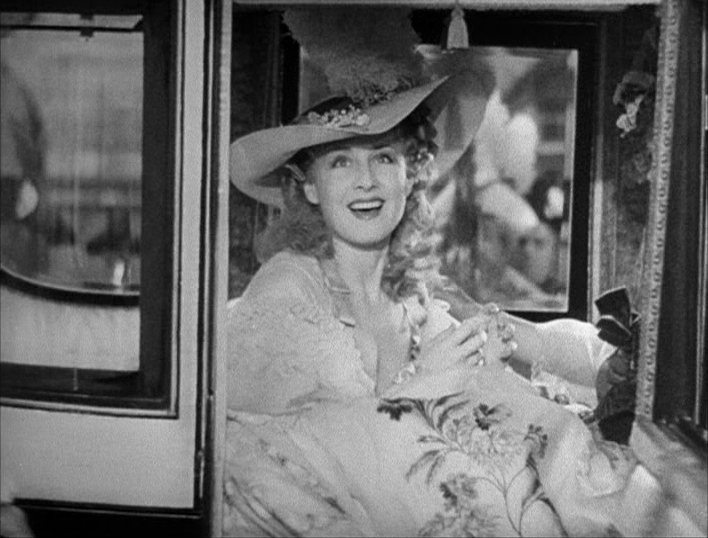
Norma Shearer interpretando a María Antonieta en 1938.

A pesar de ser una obra repetidamente representada en los escenarios desde 1922, la idea de hacer una adaptación cinematográfica de Orgullo y prejuicio todavía no se le había ocurrido a nadie en Hollywood al principio del siglo XX. Fue el 28 de octubre de 1935 cuando la novela, por casualidad, llamó la atención del productor Harpo Marx. Después de ver en Filadelfia la adaptación teatral que Helen Jerome había hecho, Pride and Prejudice: A Sentimental Comedy, Harpo quedó convencido de que aquella historia tenía futuro en el cine. Así, rápidamente, al día siguiente telegrafió al productor de la MGM, Irving G. Thalberg: "acabo de ver Orgullo y Prejuicio. Stop. Show fenomenal. Stop". Y, además, añadió: "Sería fantástico para Norma. Stop". La actriz Norma Shearer era la esposa de Thalberg y acababa de ser nominada a los Óscar por su interpretación de Elizabeth Barrett Browning en The Barretts of Wimpole Street; otra Elizabeth británica, por lo tanto, otra evocación de un personaje femenino literario, habría sido natural para ella. De esta manera, aunque la novela estaba en dominio público, Irving mandó comprar los derechos cinematográficos de la obra de teatro a la MGM y encargó al matrimonio de guionistas formado por Sarah Y. Mason y Victor Heerman que lo adaptaran a la gran pantalla. Así, según una de las publicaciones de 1936 de la revista Variety bajo la supervisión de Irving G. Thalberg, el rodaje de Pride and Prejudice  quedaba programado para empezar el mes de octubre de aquel mismo año, con Clark Gable y Norma Shearer como protagonistas principales. Thalberg murió el 14 de septiembre de 1936 y la preproducción se tuvo que suspender dejando sobre la mesa de la MGM la elección de un nuevo productor.
Mientras Norma estaba de luto por la defunción de su marido y se retiraba temporalmente del cine, Hunt Stromberg ocupó el lugar de Thalberg al frente de la MGM. Durante este tiempo, por lo tanto, la producción de Pride and Prejudice estuvo completamente parada. No fue hasta mediados de 1937 que se oyeron las primeras noticias sobre la cinta, cuando la revista The Hollywood Reporter publicó que Norma Shearer deseaba que la MGM contratara a Errol Flynn para que actuara con ella. De esta manera se supo que Shearer continuaba ligada al proyecto, aunque no había nada decidido desde el estudio cinematográfico. Fue en agosto de 1939 cuando, de nuevo, The Hollywood Reporter anunció formalmente que George Cukor dirigiría la cinta, con Norma Shearer en el papel de Elizabeth Bennet y Robert Donat en el del Sr. Darcy. Es más, el objetivo de la MGM era rodar la película en los estudios que estaban a disposición de la compañía en Denham (Inglaterra). El proyecto sin embargo se tuvo que detener otra vez. La agresión hitleriana en Europa y el estallido de la Segunda Guerra Mundial en septiembre de 1939 hicieron suspender por segunda vez los planes de la MGM.

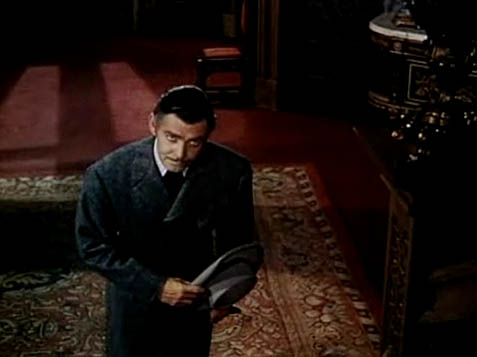
Clark Gable interpretando a Rhett Butler en Lo que el viento se llevó

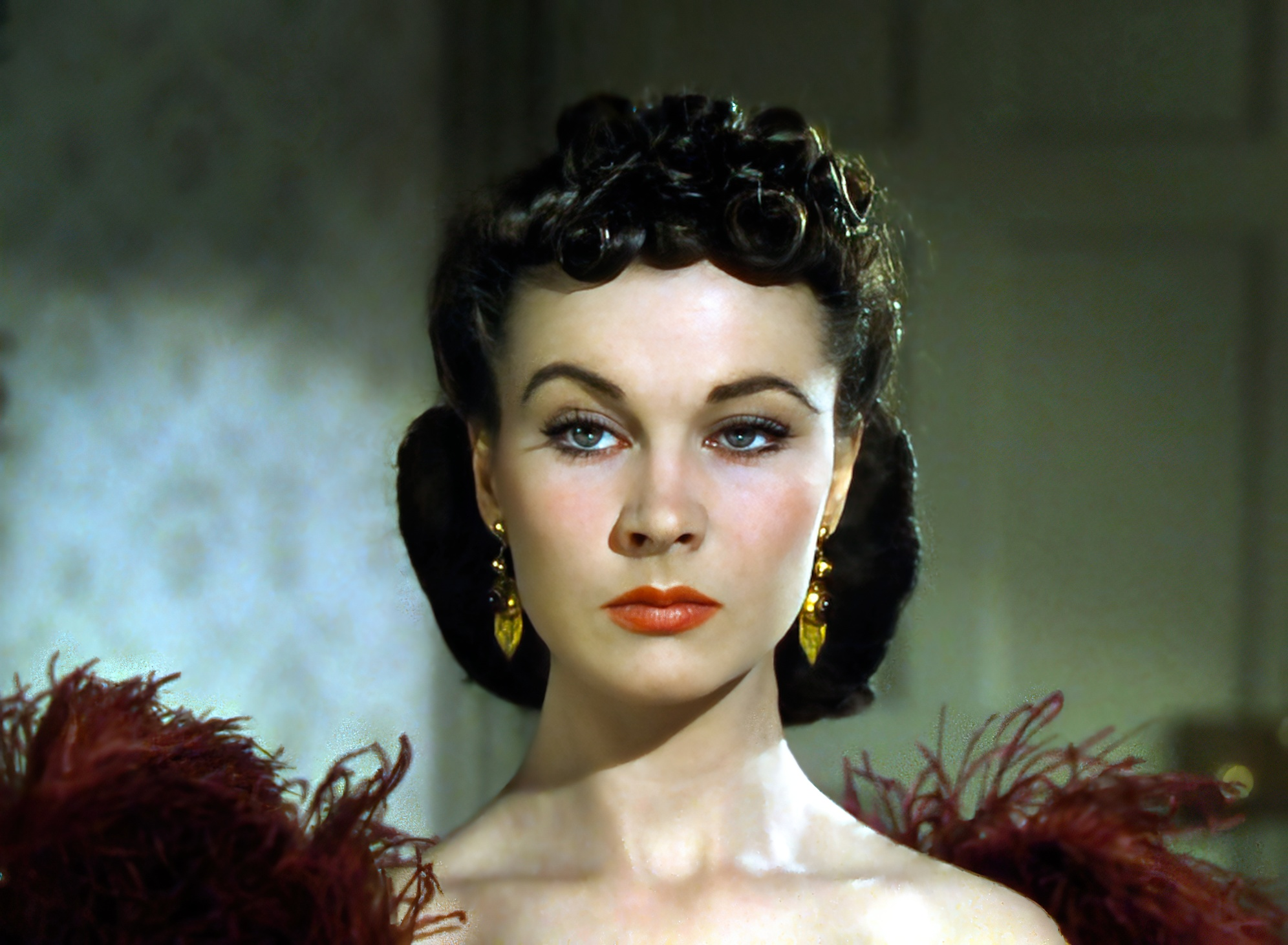
Vivien Leigh en el papel de Scarlett O'Hara en Lo que el viento se llevó

En este contexto y en un movimiento inesperado, Norma Shearer, que ya arrastraba una carrera inestable debido a sus dudas e indecisiones, decidió retirarse del equipo cinematográfico. La renuncia de Shearer, y el consecuente abandono de Robert Donat, hicieron aparecer nuevas propuestas interpretativas para la cinta. Entre éstas hay que destacar la de reunir de nuevo a la pareja de Lo que el viento se llevó, Vivien Leigh y Clark Gable, y también la de juntar a Gable con su actriz favorita, Joan Crawford. Gable, de hecho, había sido la primera opción de Thalberg para interpretar al Sr. Darcy y se quería mantener, en cierta forma, el espíritu del proyecto de Thalberg. Al actor no le gustaban demasiado las películas de época y, al final, acabó rechazando el papel. En cambio, su compañera de reparto, Vivien Leigh, se mostró entusiasmada con la idea de participar en una cinta romántica y no dudó en expresar a los productores su deseo de ser Elizabeth Bennet.
Habiendo conseguido a Vivien Leigh como protagonista principal, por lo tanto, se tenía que buscar un actor que pudiera meterse en la piel del altivo y arrogante Sr. Darcy. Detrás de Gable, el siguiente candidato era Robert Taylor. No obstante, Taylor había sido contratado para participar en la película El puente de Waterloo y ya no estaba disponible. Fue en este momento cuando Vivien propuso a Hunt Stromberg formar pareja con Laurence Olivier. Olivier, de hecho, acababa de estrenar Cumbres borrascosas donde representaba a Heathcliff, la quintaesencia del héroe romántico inglés, y, como pareja real de Vivien, hacía tiempo que tenía ganas de trabajar con ella. de esta manera, Stromberg, quien ya había visto la actuación de Olivier e, igual que Leigh, consideraba que él era el actor ideal para encarnar al Sr. Darcy, le ofreció integrarse en el equipo de Pride and Prejudice, y Olivier aceptó.
Según la autobiografía de Laurence Olivier, éste entró a formar parte del reparto de Pride and Prejudice convencido de que Vivien Leigh sería su coprotagonista y que George Cukor los dirigiría. Pero para decepción suya, ninguno de los dos acabaría interviniendo. Por un lado, debido a todos estos cambios y por problemas de calendario con otro rodaje de esta misma época, el de la película Susan and God, Cukor ya no podía hacerse cargo de la dirección de Pride and Prejudice. Así, el director fue sustituido por Robert Z. Leonard. Leonard era en aquel momento uno de los directores más ocupados y exitosos de Hollywood, con una variada experiencia en filmografía. Había rodado desde dramas románticos como Susan Lenox a espléndidos espectáculos como The Great Ziegfeld y musicales populares como Maytime. Era un director reconocido y establecido en Hollywood desde 1907 y, por lo tanto, según la MGM, era el hombre indicado por manejar una producción con el elevado presupuesto de 1.437.000 dólares.
Por otra parte, Louis B. Mayer, jefe de los Estudios MGM, siguiendo el consejo de David O. Selznick, decidió prescindir de Vivien. En este momento, Vivien y Laurence mantenían una relación extramarital y unirlos en el cine era peligroso. Mayer consideró que su aventura no solo podía traer mala publicidad a la empresa, sino que, además, podía hacer que la película fuera censurada por la Legión de la Decencia. Así, L.B. propuso a Greer Garson para el papel y, después de que Stromberg le diera un vistazo, se decidió que la actriz inglesa podía ser su mejor elección. Aprovechando que los Estudios al mismo tiempo que producían Pride and Prejudice preparaban otra obra con ambientación británica, Waterloo Bridge, Vivien Leigh fue persuadida para que aceptara ser la protagonista, con la solemne promesa de que Olivier sería el que le haría la réplica masculina. Sin embargo, Olivier ya había firmado el contrato para participar en Pride and Prejudice. Por lo tanto, al final, Vivien Leigh se vio atada al proyecto de Waterloo Bridge junto a Robert Taylor mientras Olivier era emparejado con Greer Garson, que era la opción más deseada por la Metro-Goldwyn-Mayer.

### Reparto

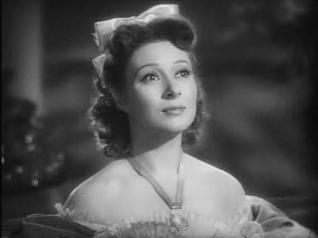
Greer Garson como Elizabeth Bennet

Acabada de llegar de Inglaterra a Hollywood, Greer Garson y justo acababa de firmar un contrato de siete años con la Metro cuando los preparativos de Pride and Prejudice empezaban en 1937. Fue la coincidencia de su nombramiento a los Oscars por la exitosa Adiós, Mr. Chips (1939), con el alargamiento de la producción de la película de Jane Austen, lo que hizo que fuera considerada para su rol principal. Después de la popularidad que Greer había conseguido por su representación de la Sra. Chips, Louis B. Mayer se dedicó a buscarle nuevas interpretaciones que estuvieran a su altura y que consolidaran a su nueva protegida como estrella cinematográfica. Finalmente, en enero de 1940 Mayer creyó que había encontrado el papel ideal para que Greer Garson se pudiera exhibir en los Estados Unidos: el de Elizabeth Bennet en el proyecto de Hunt Stromberg Pride and Prejudice. Por aquellas fechas Norma Shearer, la actriz preferida en los dramas de época de la MGM como The Barretts of Wimpole Street, Romeo and Juliet y Marie Antoinette, estaba comprometida con la historia y estaba dispuesta a ser la protagonista. Solo la retirada de Shearer dejaría la plaza vacante.
Aunque la siguiente candidata a Elizabeth Bennet fue Vivien Leigh, su relación adúltera con el actor designado para ser el Sr. Darcy, Laurence Olivier, podía provocar mucha polémica. Por eso, al final, Mayer recomendó al productor Hunt Stromberg que se replanteara la elección de Vivien y le propuso, por segunda vez, que diera una oportunidad a su reciente descubierta. De esta manera, Greer Garson adquirió el papel de la hija media de los Bennet y los Estudios quedaron contentos con un desenlace que cada vez parecía más afortunado. Los periodistas no tardaron en hacer eco de la noticia. El Baltimore Evening Sun escribió en concreto: "Pride and Prejudice parece más adecuado para Greer Garson que para Norma Shearer. Quizás lo es, sin embargo, por qué no se lo dijo primero antes de dejar que se hiciera ilusión con el rol de Susan?". De hecho, antes de saber que Garson participaría en la versión en pantalla de Orgullo y prejuicio, Mayer había encontrado otra producción a la cual podía interesarle, la de Susan and God. El cambio repentino de roles, por lo tanto, había decepcionado a Greer. Aun así, después de la primera impresión, la actriz se mostró satisfecha con la idea de rodar una historia ambientada en su periodo preferido, el de la sociedad inglesa del siglo XIX.

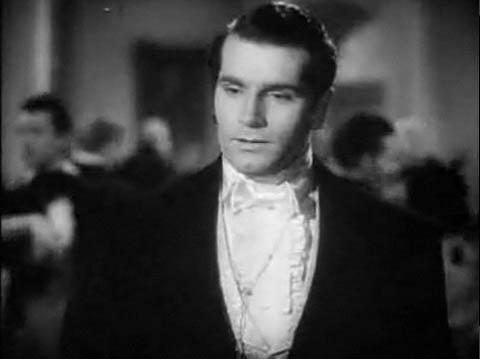
Laurence Olivier como Fitzwilliam Darcy.

Mientras tanto, su antiguo mentor, Laurence Olivier, aceptaba hacer de Darcy con la condición de que Vivien Leigh estaría con él y que la dirección recaería en George Cukor. Este arreglo sin embargo, desapareció antes de que la tinta de su contrato se acabara de secar. Sintiéndose traicionado, Olivier fue testigo de cómo Vivien era enviada con Robert Taylor en el plató de Waterloo Bridge mientras él tenía que expresar su amor a una mujer que no le parecía la indicada. Años más tarde, en su autobiografía, Olivier admitiría: "Estaba muy descontento con la película. Era difícil hacer de Darcy mientras la querida Greer era para mí todo un error en el papel de Elizabeth". A pesar de su frustración al verse separado en el cine de Leigh, el hecho de que las dos cintas se filmaran en el mismo estudio y a las mismas horas permitió a los enamorados visitarse mutuamente en los rodajes. Además, los trabajadores los vieron a menudo leyendo el guion de su siguiente producción teatral juntos, la de Romeo y Julieta.
Con ellos, el resto del equipo interpretativo se acabaría de unir al proyecto. Así, Marsha Hunt, una actriz independiente que había trabajado tanto con la MGM como con la Paramount y la RKO, fue escogida para representar a la hermana de Elizabeth Bennet, Mary Bennet. Maureen O'Sullivan consiguió una de sus mejores representaciones cinematográficas con esta película haciendo de hermana mayor de Greer, Jane Bennet. Además, la veterana actriz Edna May Oliver participaría como la imposible Lady Catherine de Bourg y Mary Boland y Edmund Gwenn interpretarían al matrimonio Bennet. Completarían el reparto Ann Rutherford y Heather Angel como las dos hermanas Bennet que faltan, Lydia y Kitty Bennet. La MGM, por lo tanto, benefició en la cinta de todo un grupo de actores secundarios que ya eran conocidos por la audiencia por otras comedias y dramas románticos.
Según los créditos de la película, ésta es la lista principal de los intérpretes que participan (ordenados por casa):
| Intérprete         | Personaje        |
| ------------------ | ---------------- |
| Greer Garson       | Elizabeth Bennet |
| Maureen O'Sullivan | Jane Bennet      |
| Ann Rutherford     | Lydia Bennet     |
| Heather Angel      | Kitty Bennet     |
| Marsha Hunt        | Mary Bennet      |
| Mary Boland        | Sra. Bennet      |
| Edmund Gwenn       | Sr. Bennet       |

| Intérprete      | Personaje                |
| --------------- | ------------------------ |
| Edna May Oliver | Lady Catherine de Bourgh |
| Gia Kent        | Anne de Bourgh           |
| Melville Cooper | Sr. Collins              |
| Karen Morley    | Sra. Collins             |

| Intérprete       | Personaje         |
| ---------------- | ----------------- |
| Laurence Olivier | Fitzwilliam Darcy |
| Frieda Inescort  | Caroline Bingley  |
| Bruce Lester     | Sr. Bingley       |

| Intérprete    | Personaje         |
| ------------- | ----------------- |
| Edward Ashley | Sr. Wickham       |
| Marten Lamont | Sr. Denny         |
| E. E. Clive   | Sir William Lucas |
| Marjorie Wood | Lady Lucas        |
| May Beatty    | Sra. Philips      |

### Vestuario
Pride and Prejudice de la MGM es la única versión cinematográfica de Hollywood de una novela de Jane Austen que no se ambienta en la época de la escritora. Orgullo y prejuicio fue escrita entre 1796 y el 1797, justo en época georgiana en Gran Bretaña, y se publicó en 1813, durante el periodo de la Regencia. En cambio, los vestidos diseñados por la película no siguen los estándares de finales del siglo XVIII y principios del XIX sino de mediados del siglo XIX.
Según parece, el diseñador, Adrian, comentó a Robert Z. Leonard la posibilidad de situar la película en un periodo más tardío que el de la novela con el fin de poder crear un vestuario más lujoso y opulento. Una idea que entusiasmó a Greer Garson quien consideraba que se vería más atractiva con un vestuario de la época victoriana que de la Regencia. A pesar de todo, esta licencia artística no se explica tanto por el deseo del personal de la película sino por el modesto presupuesto con que se contaba.
En este momento Estados Unidos acababa de salir de una profunda crisis bursátil que había provocado un largo periodo de depresión económica. Por lo tanto, teniendo en cuenta que se tenían que evitar los gastos innecesarios, la MGM que acababa de producir otra historia que había requerido una elevada inversión en vestuario, Lo que el viento se llevó, pensó que la mejor manera de ahorrar era aprovechando algunos de los vestidos creados expresamente para la película de 1939. De esta manera, muchos de los vestidos diseñados por Walter Plunkett para Lo que el viento se llevó fueron reutilizados el año siguiente en algunas de las escenas más multitudinarias de Pride and Prejudice. El diseñador de Pride and Prejudice, por lo tanto, solo se tuvo que dedicar a crear vestidos nuevos para sus protagonistas que, evidentemente, siguieron el mismo estilo que el del vestuario de la cinta de Clark Gable y Vivien Leigh
En concreto, el vestuario de Pride and Prejudice se basó en corpiños apretados, cinturas estrechas y mangas y faldillas enormes y ablusadas. Unas piezas que contrastan radicalmente con el estilo imperio de los vestidos que siempre se atribuyen en las novelas de Jane Austen, más informales y prácticos. Además, todo este conjunto de piezas femeninas vino acompañado por un complemento imprescindible en la época victoriana, el sombrero, un complemento en forma de concha que enmarca las caras de las actrices. De esta forma, la película y pese a haber sido rodada en blanco y negro, ofrece unas imágenes que son un auténtico lujo para la vista, especialmente en las escenas de los bailes, ya que en todas ellas el vestuario adquiere su propio protagonismo envolviendo a los actores con tules y sedas.

## Reacción
La película se estrenó el 26 de julio de 1940 en el Radio City Music Hall, por expreso deseo de Greer Garson. Tuvo bastante éxito y atrajo una de las mejores audiencias nunca conseguidas por los cines durante el mes de agosto. Además, las críticas recibidas, en general, fueron bastante favorables. Todo eso propició que la taquilla cerrara con buenos resultados. Después de 4 semanas en el Music Hall la cinta había recaudado en torno a 1.849.000 dólares.

### Crítica
Aunque hoy en día los expertos reconocen que esta película se queda a veces corta como adaptación cinematográfica de Orgullo y prejuicio, los críticos contemporáneos fueron bastante generosos con sus elogios.
John O'Hara del Newsweek describió Pride and Prejudice como una «elegante comedia de costumbres» que había mejorado respecto de la adaptación teatral de Helen Jerome y que, con su compacto argumento, era «más parecida a la novela». No obstante, aunque O'Hara apreció que la película incluyera una sorprendente muestra de los diálogos de Jane Austen, también observó que «la principal novedad del guion fue su inevitable condescendencia con la taquilla caracterizando la historia en una bienavenida comedia». Philip T. Hartung de la revista Commonweal encontró algunos defectos en la dirección de Leonard de la cual dijo que «no seguía la mejor tradición cinematográfica, sin embargo ... ejecutaba con apropiada fineza la sutil sátira de Austen». Sin embargo, concluyó que la producción de Hunt Stromberg era «excelente». El New Yorker proclamó Pride and Prejudice como «una de las mejores películas del año, en parte porque los escritores de la adaptación no intentaron mejorar la prosa de Austen ». Y Bosley Crowther, en su análisis del 9 de agosto de 1940 del New York Times, clasificó la cinta como «la comedia de costumbres más deliciosa, y la sátira más vivificante y chispeante que nunca había visto en la gran pantalla».
Por su parte, el equipo interpretativo también fue sometido a debate. La revista Time consideró todo el reparto «excelente» señalando de la interpretación de Olivier «que desde el momento que él, como el Sr. Darcy, camina por la sala de baile de Meryton con su memorable menosprecio, se puede decir que empieza la película». Otros críticos coincidieron notando que, después de su interpretación de Heathcliff en Cumbres borrascosas, «Olivier había recuperado la familiar vena de amante perdido» que tan bien hacía (New Yorker). Hartung alabó la invulnerabilidad de Darcy y su impasible desdén, aunque creyó que había «demasiado movimiento de manos, incluso para una comedia de costumbres», una tendencia también remarcada por Otis Ferguson del New Republic. De hecho, Olivier, según Ferguson, no estaba bien dirigido por el guion sin embargo, «se mantenía calmado excepto por esta alarmante tendencia de demostrar las alteraciones emocionales ondeando las manos». En cambio, Flin de la revista Variety simplemente observó que Olivier parecía «muy a disgusto en su papel"».
La interpretación de Greer Garson también fue sometida a escrutinio. Hasta este momento, los críticos, en general, se habían mostrado dudosos respecto del verdadero talento de Greer Garson. Hay que decir sin embargo, que con esta película todos ellos estuvieron de acuerdo sobre su sublime interpretación. Bosley Crowther comentó: «Greer Garson es Elizabeth - 'la querida y bella Lizzie' - acabada de salir del libro, o mejor dicho: serena, graciosa, contenida, ingeniosa, intermitentemente tozuda y tan agradable como una mujer puede ser. Laurence Olivier es Darcy, eso es todo lo que hay para decir - el arrogante y sarcástico Darcy». El New Yorker remarcó: «Greer Garson es la elección perfecta para interpretar en Lizzie. Una mujer bella que es al mismo tiempo inteligente, o al menos parece inteligente, no se ve cada día en Hollywood - o, según cómo, en ningún sitio más. Garson realmente demuestra lo que significa ser mujer; muchas de las actrices de Hollywood son niñas y se mantienen niñas años después.»
Así, se consideró que la película reflejaba muy bien el espíritu de Orgullo y prejuicio, utilizando unos diálogos, con acento inglés, que la misma Jane Austen podía haber escrito, con la excepción de algunas licencias artísticas bien justificadas.

### Premios
Pese a que Pride and Prejudice no se podía comparar con las clásicas producciones de Hollywood, su popularidad y buenas críticas le reportaron diversos reconocimientos profesionales en los festivales cinematográficos. Entre ellos, hay que mencionar los siguientes donde destaca, principalmente, el Premio Óscar obtenido por Cedric Gibbons y Paul Groesse en la ceremonia celebrada en febrero de 1941:
Premios Óscar
- Ganadora por:
  - Mejor Dirección Artística para Cedric Gibbons y Paul Groesse

National Board of Review
- Ganadora por:
  - Mejor Actuación para Greer Garson

## La novela y la película
Todos los guionistas cinematográficos que adaptan obras literarias clásicas en la gran pantalla saben que es prácticamente imposible condensar toda una novela en solo dos horas de imágenes. Por eso, siempre hay algunas películas que tienen más semblanza con el texto original que otras. Según los críticos cinematográficos de 1940, Más fuerte que el orgullo responde con fidelidad a la historia de las hermanas Bennet. Actualmente sin embargo, y con la posibilidad de poder compararla con otras adaptaciones cinematográficas como Orgullo y prejuicio de 2005, los seguidores de Jane Austen encuentran bastantes carencias en relación con la obra original. Algunas diferencias entre el guion de esta película y la novela de Jane Austen, Orgullo y prejuicio son: 

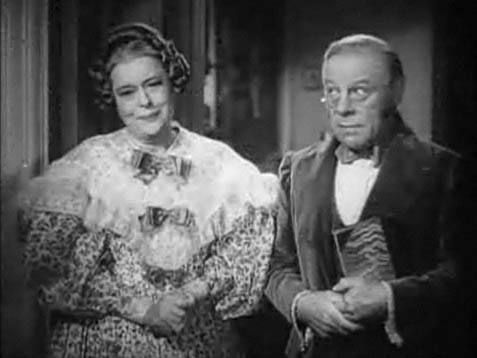
El matrimonio Bennet

En primer lugar el vestuario; en la película se interpreta que los guionistas han situado a las hermanas Bennet hacia en 1835, ya bien entrada la época victoriana. Aunque esté completamente despechado respecto del período en el cual se ambientan las novelas de Jane Austen, de las fechas de la vida de la escritora (1775-1817) se puede deducir que no es posible que sean los años 1830. Además, Orgullo y prejuicio fue una de sus primeras obras, escrita entre 1796 y 1797 y publicada en 1813. Eso, por lo tanto, situaría a la familia Bennet a finales de la época georgiana o al principio de la Regencia. Un importante detalle cronológico que no solo se ha cambiado sino que, además, se ha ratificado a través de los diálogos de sus personajes. Así, la Sra. Bennet, al principio de la película, cuando descubre el estado civil del Sr. Bingley exclama: ¡"Cinco mil libras y no está casado! Es la mejor noticia que he oído desde la Batalla de Waterloo!". Teniendo en cuenta que la Batalla de Waterloo tuvo lugar en 1815, es evidente que el argumento de la cinta se ambienta en un periodo postnapoleónico, a diferencia de la novela donde, de los movimientos de la milicia, se entrevé que la guerra con Napoleón todavía no ha acabado.
Por otra parte, el baile de Netherfield Park, descrito hacia la mitad de la novela, es sustituido por una fiesta campestre en la misma finca. De esta manera, las dos escenas de baile que Jane Austen incorpora en su obra, el baile del Asamblea y el baile de Netherfield Park, se transforman en una primera escena de presentación en el baile de la Asamblea y después, en una fina reunión social en el típico jardín inglés de Netherfield Park. En la película, por lo tanto, el objetivo ya no es exponer a la sociedad inglesa del siglo XIX a través de una breve indagación en sus costumbres y tradiciones, tal como era la intención de la escritora, sino el hacer más visuales las imágenes. Una finalidad que se consigue haciendo circular los actores por el jardín de Netherfield Park sin las restricciones y límites que suponen los escenarios interiores. Una estrategia cinematográfica que permite, al mismo tiempo, enseñar libremente el glamoroso y opulento vestuario creado especialmente para la película. 

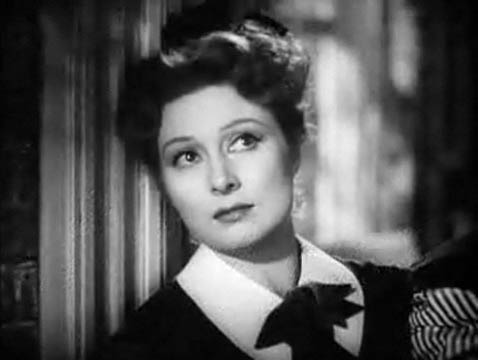
Greer Garson como Elizabeth Bennet

Además, la edad de los actores de la película es bastante más madura que la que se supone a los personajes de la novela. Así, mientras que Greer Garson y Laurence Olivier se encontraban ya en la treintena cuando rodaron la cinta, la Elizabeth Bennet y el Sr. Darcy creados por Austen solo tenían unos veinte años. Este cambio se explica, sobre todo, por la experiencia profesional que los dos artistas añadían al equipo interpretativo, habitual, en general, en las historias románticas de Hollywood. Olivier, por su lado, había estado previamente visto en Cumbres borrascosas (1939) y Rebecca (1940), y Garson, por el otro lado, había recibido especial reconocimiento internacional por su interpretación de la Sra. Chips en Adiós, Mr. Chips (1939). De esta manera, la audiencia, acostumbrada a verlos en papeles parecidos, pronto pasó por alto esta discrepancia con la obra de Austen y los aceptó en el contexto cinematográfico.
No obstante, la diferencia más destacada de esta versión de Orgullo y prejuicio es la completa transformación del carácter de Lady Catherine de Bourg. Al final de la historia, Lady de Bourgh se presenta en la casa familiar de los Bennet completamente alterada por los rumores que ha oído sobre una relación entre Elizabeth y su sobrino. El enfrentamiento que sigue a esta visita se convierte en una auténtica exigencia cuando Lady Catherine le quiere hacer prometer a Elizabeth que no se casará con Darcy. Sin embargo, mientras que en la novela esta exigencia es una verdadera demanda, en la película esta escena es un engaño de Lady de Bourgh con el fin de probar la sinceridad del amor de Elizabeth. Así pues, Aldous Huxley y Jane Murfin, redactando el guion de Más fuerte que el orgullo, convirtieron a la indignada y desaprobadora Lady Catherine de la novela en una afectuosa guardiana de su sobrino. Una embajadora que, no solo aprueba el matrimonio entre Elizabeth y Darcy sino que, además, tiene un papel fundamental en su reconciliación.